# 翼叶乳香树
翼叶乳香树是橄榄科乳香树属植物，原产索科特拉岛。其叶轴具有翼，因而容易与其他乳香树属植物区分。另一种叶轴有翼的乳香树属植物是铁角蕨叶乳香树。